# Руски каганат
Руски каганат (рус. Русский каганат; Иљменска Русија или Новгородска Русија) је назив источноевропске државе, која је била, према слабо документованим изворима, на врхунцу моћи крајем 8. и почетком 9. века. Каганат, који је био претходник Рјурикове државе Кијевске Русије, је био држава сачињена од скупа малих држава, које су се налазиле на територији данашње северне Русије, већину тих држава су оснивали Роси или Руси, а мањи број Варјази. Становништво је било сачињено од балтичких, словенских, угро-финских и скандинавских племена. Њено приморје је било средиште деловања Варјага, пустоловаца из северне Скандинавије, трговаца и пирата.
Највећи градови су били Холмгåрд (Новгород), Алдеигја (Стара Ладога), Љубша, Сарско городишче и Тимерјево. Владари су носили старотурску владарску титулу каган. У Рускем каганату се почео стварати руски народ. Из њега је настала Кијевска Русија и њене наследнице, из којих се касније развила Русија.

## Писани извори
Владарева титула каган се помиње у неколико историјских извора. Већина извора су страни текстови из 9. века и неколико источнословенских текстова из 11. и 12. века.
Најстарији европски извор, који помиње каганат, су франачки Анали св. Бертина (Annales Bertiniani). Анали помињу групу нордијских племена, коју су назвали Рос (qi se, id est gentem suam, Rhos vocari dicebant) који су око 838. године посетили Константинопољ. Нордијци су се плашили да се врате кући кроз степе, у којима су доминирали агресивни Мађари, зато су их пратили грчки амбасадори византијског цара Теофила на путу за Немачку. Приликом посете франачком цару Лују Побожном у Ингелхајму где је напоменуто да се њихов владар назива каган (латински: chacanus) да живе на северу и да су Швеђани (comperit eos gentis esse sueonum).
Тридесет година касније, око 871. године, долази до сукоба византијског цара Василија I и владара Светог римског царства Лудвика II због контроле над Баријем, где су заједно сузбили Арапе. Византијски цар је послао свом супарнику претеће писмо у којем га оптужује да је незаконито узурпирао титулу цара. Он је тврдио да су Франачки владари само ' Reges ' ' ( Краљ Рима ), док титула цара припада владару Римљана. Он је такође нагласио да сваки народ има своје име за владара.
Авари, Хазари и "Нордијци" (Nortmanno), на пример, имају кагана. Лудвик му је одговорио, да је за аварског кагана чуо, док за ове друге није. Василијево писмо је нажалост изгубљено, његов садржај се реконструише из Лудвиковог одговора, који је у целости наведен у Салернској хроници (Chronicon Salernitanum). Преписка између царева каже да је бар једној групи Скандинаваца владао "каган".
Ахмед ибн Рустах, арапски историчар из 10. века, по пореклу из Персије, је записао, да је руски каган живео на острву на језеру. Константин Зукерман додаје да је Ибн Рустах користио текст непознатог аутора из периода око 870. године у покушају да наведе титуле свих владара које је описао непознати аутор. Арапски историчар у свом делу наводи само два кагана – кагана Хазарије и Русије.
Други подаци о Руском каганату, су из његовог периода и долазе од ал-Јакубија, који је 889. или 890. записао да су кавкашки горштаци у току арапске опсаде 854. године за помоћ замолили владаре (сахиб) ал-Рума (Византијско царство), Хазара и ал-Сакалиби (Словени).
Худуд ал-Алам, текст непознатог арапског географа с краја 10. века, именује руског владара као руског кагана. Непознати аутор Худуд ал-Алама користи изворе из 9. века, међу њима и текстове Кордабега, па је могуће да је титулу руског кагана преписао из ранијих текстова. Руског кагана такође помиње персијски географ Абу Саид Гардизи у свом делу Зајн ал-Акбар. Он се као и други арапски географи ослања на традицију 9. века.
Ови извори сведоче да се у Кијевској Русији чак и у почетку хришћанског раздобља спомињала титула кагана. Митрополит Хиларион Кијевски је у свом делу Слово о Закону и Благодети из периода око 1150. године, које је најстарије сачувано дело старе кијевско-руске литературе, употребио титулу кагана за кнежеве Кијевске Русије Владимира Великог и Јарослава Мудрог. Хиларион именује Владимира као "великог кагана наше земље", а Јарослава као "нашег побожног кагана".
Графит на северној галерији катедрале свете Софије, који каже "Боже, спаси нашег кагана", се вероватно односи на Свјатослава II (1073—1076). Титула кагана се спомиње и у касном 12. веку у Причи o Игоровом ратном походу као "коган Олег" а то се по предању односи на Олега I од Чернигова.

## Привреда
Окосницу привреде у каганату је представљао трговачки пут на Волги. У Скандинавији су често приликом ископавања откриване кованице из 9. века, најчешће дирхамиз Абасидског калифата и других арапских држава. До сада је у европској Русији и на Балтику откривено преко 228.000 арапских кованица. Скоро 90% је дошло у Скандинавију преко Волшког трговачког пута па је због тога закључено да је дирхам био основна монета у Кијевској Русији.
Главни извор прихода Руса, који се по ибн Рустаховом писању нису бавили пољопривредом, је била трговина: "Руси су пољопривредна добра увозили из словенских (ал-Сакалиби) земаља. Они немају имања и поља. Њихово једино занимање је трговина ирвасовим, веверичјим и другим крзнима, а добијен новац су користили за куповину хране." Руски трговци, су преко Волге путовали до Горгана и Абаскуна на југоисточној обали Каспијског језера, где су трговали са Бугарима и Хазарима. Понекад су путовали чак до Багдадa.

## Пропаст каганата
Повест минулих лета описује отпор паганских Словена и Чудова (финска племена) против Варјага, који су пловили преко Балтика око 862. године. Новгородска прва хроника, која је по мишљењу Шахматова поузданија, за тај период не спомиње никакав отпор. Никонова хроника из 16. века устанак против Варјага приписује легендарном вођи Иљменских Словена Вадиму Храбром. Украјински историчар Михајло Брајчевски Вадимов отпор именује "поганском реакцијом" на покрштавање Руса. Период немира и анархије је по Зукермановом мишљењу трајало приближно од 875. до 900. године. Недостатак сребрног новца у периоду између 880. и 900. године показује да је волшки трговачки пут престао да постоји, што је означило почетак "прве европске сребрне кризе".
Након политичких превирања и економске стагнације регија је опет оживела око 900. године. Зукерман опоравак приписује приходу Рјурика и његових људи, који су своју пажњу из непознатог узрока преусмерили са Волге на Дњепар. Скандинавска насеља Ладога и Новгород су оживела и почела су се значајно развијати. У првој деценији 10. века Гнездов на Дњепру, у близини данашњег Смоленскa, постаје велики трговински центар. У приближно исто време, такође на реци Дњепар, почиње да се развија Кијев.
Узрок који довео до трансформације Руског каганата или његове интеграције у Кијевску Русију, није познат. Изгледа, да су у Кијевској Русији имали нејасну представу о постојању каганата. Словенски извори не спомињу покрштавање Руса 60. година 9. века као ни војне походе у Пафлагонији 30. година истог века. 